# Kaló Chorió (Sitía, Lassithi)
Pour les articles homonymes, voir Kaló Chorió.
Kaló Chorió, en grec moderne : Καλό Χωριό, est un village du dème de Sitía, en Crète, en Grèce. Selon le recensement de 2011, la population de Kaló Chorió compte 9 habitants. Le village est situé à une altitude de 560 m et à une distance de 32 km de Sitía.